# Jerzy Popiełuszko
Jerzy Popiełuszko (14. september 1947 i Okopy nær Suchowola i Polen – 19. oktober 1984 ved Włocławek) var en polsk katolsk præst som var aktiv i Solidaritetsbevægelsen, og som blev myrdet af Służba Bezpieczeństwa, det kommunistiske hemmelige politi.
Jerzy Popiełuszko var en karismatisk præst som først arbejdede som sjælesørger for stålarbejderne i Warszawa. Han var en kompromisløs antikommunist, og i sine prædikener kritiserede han kommunistregimet og opfordrede folk til at protestere mod undertrykkelsen. Den katolske kirke var på denne tid den eneste organisation som til en vis grad kunne ytre kritik nogenlunde åbent. Popiełuszkos prædikener blev kendt i hele Polen for deres kompromisløse holdning mod regimet. Sikkerhedspolitiet forsøgte flere gange at true ham til tavshed. Da det ikke lykkedes blev han arresteret i 1983, men løsladt efter at kirken greb ind. Tre officerer fra den polske sikkerhedstjeneste bortførte ham 19. oktober 1984 og torturerede ham til døde. Liget blev dumpet i et vandreservoir ved Włocławek, og blev fundet 30. oktober samme år.
Mange katolikker regner ham som martyr og helgen. Den katolske kirke har saligkåret ham den 6. juni 2010 i Warszawa.